# Битва при Фимбрарах
Битва при Фимбрарах — главное сражение войны Кира II Великого против Лидийского царства, произошедшее 546 году до н. э. близ Фимбрар (др.-греч. Θύμβραρα, лат. Thymbrara), местности в Лидии у реки Пактол. Закончилось решительной победой персов.

## Расстановка сил

### Описание у Геродота
Битва произошла вскоре после кровопролитной и безрезультатной битвы при Птерии. Кир, опасаясь прекрасной конницы лидийцев, приказал по совету мидянина Гарпага посадить часть воинов на обозных верблюдов и поставить их в первую линию в расчёте на то, что кони боятся верблюдов и не выносят их вида и запаха. За верблюдами он выстроил основную часть пехоты, а позади неё — всё остальное войско.

### Описание у Ксенофонта
От шпиона по имени Арасп Киру стало известно про боевой порядок и численность противника. Перед боем Кир построил пехоту в четыре линии. В первой — тяжёлая, во второй — копьеметатели, в третьей — лёгкая пехота, в четвёртой — резервный полк, затем боевые колесницы, боевые башни, обоз, по флангам обоза всадники по 1 тыс. и по 1 тыс. пехоты — для охвата. На левом же фланге он разместил 600 верблюдов с двумя стрелками на каждом. Кавалерия прикрывала фланги первой линии. Силы персов Ксенофонт оценивает в 196 тыс. человек, а лидийцев — в 420 тыс. человек (и то и другое — явное преувеличение).

## Ход битвы

### Описание у Геродота
Как только кони лидийцев почуяли и увидели персидских верблюдов, они обратились в бегство. Но лидийцы спешились и продолжили битву. После огромных потерь с обеих сторон персам удалось добиться победы.

### Описание у Ксенофонта
Крёз, имевший более длинный боевой порядок, приказал охватить противника. Увидев это, Кир приказал атаковать противника верблюдами и нанести удар по коннице Крёза. Кир бросился со своей кавалерией и атаковал во фланг левое крыло противника, следовавшая за ним пехота опрокинула ассирийскую пехоту. Затем с левого крыла атаковали верблюды, расстроивших конницу Крёза. Атаковала пехота персов, но она была остановлена пехотой египтян и отброшена к башням. Тучи стрел посыпались на головы египтян с башен, а персидский резерв остановил бежавших стрелков. Теперь Кир появился в тылу и атаковал египтян. Противник везде бежал, а египтяне, оставшись одни, составили круг, выставив оружие и прикрывшись большими щитами. Кир предложил им перейти на его сторону, и они согласились, выставив при этом только одно условие - не использовать их против лидийцев как их друзей.

## Последствия
После поражения Крёз с остатками войска бежал в свою столицу — Сарды. После 14-дневной осады цитадель города была захвачена, Крёз был взят в плен и доставлен к Киру, а Лидийское царство стало частью Державы Ахеменидов.

### Первичные источники
- Геродот. История, I, 80.
- Ксенофонт. Киропедия, VII, 1.

### Вторичные источники
- Михневич Н. П. Битва при Фимвре в 541 г. до Р. Х. // История военного искусства с древнейших времен до начала девятнадцатого столетия. — СПб.: Паровая скоропечатня П. О. Яблонского, 1896. — С. 5—10. — 537 с.